# 9580 Tarumi
9580 Tarumi (1989 TB11) là một tiểu hành tinh vành đai chính được phát hiện ngày 4 tháng 10 năm 1989 bởi T. Nomura và K. Kawanishi ở Minami-Oda.